# تقنية إنتاج حيوانات مهندسة جينيا
تكنولوجيا أنتاج حيوانات مهندسة جينيا (Transgenic) 
تستخدم لإنتاج أنواع مختلفة من البروتينات البشرية في حليب بعض الحيوانات كالماشية، مثل إنتاج بعض الهرمونات أو العامل المخثر للدم، وذلك على النحو التالي :
- تؤخذ البويضة من أنثى الحيوان (كالماشية مثلا) ويتم إخصابها خارجيا.
- يؤخذ الجين المرغوب بتكثيرة من خلية إنسان، مثل جين هرمون النمو، ويتم تعديل تركيبه، بربطة بمحفز لجين يعمل في الغدد اللبنية، ويحقن الجين في نواة البويضة المخصبة قبل أنقسامها، ليصبح جزءا من جينوم البويضة.
- تزرع البويضة المخصبة جراحيا في رحم أنثى حيوان مهيأة للحمل، وأذا نجحت العملية يتم ولادة حيوان له القدرة على إنتاج هرمون النمو في حليبه طوال حياته.
- يعزل البروتين، وتتم معالجته وتنقيته واستخدامه.

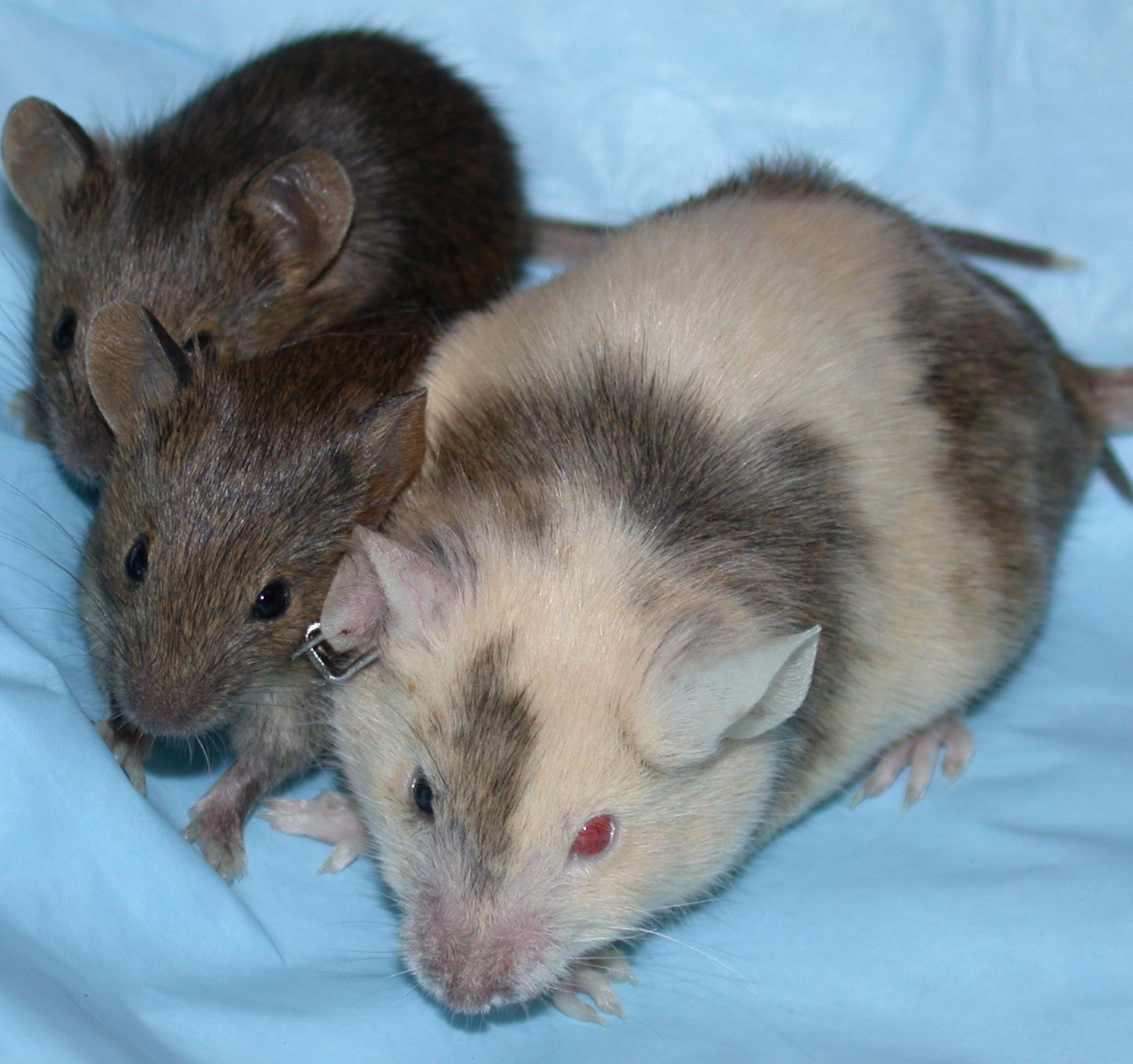
ظهور بقع على فئران معدلة وراثيا